# Darko Djukič
Darko Djukič, slovenski nogometaš, * 13. avgust 1980, Ljubljana.
Djukič je večji del kariere igral v slovenski ligi za klube Domžale, Maribor, Ljubljana, Koper, Gorica in Rudar Velenje. Skupno je v prvi slovenski ligi odigral 136 prvenstvenih tekem in dosegel 33 golov. Med letoma 2005 in 2006 je igral v izraelski ligi za klube Hapoel Nazareth, Bnei Sakhnin in Hapoel Be'er Sheva. Kariero je končal v nižjih avstrijskih ligah.